# L'Alguenya
L'Alguenya (en castellà i oficialment, Algueña) és un municipi del País Valencià situat a la comarca del Vinalopó Mitjà. Es troba a 34 km al sud-oest d'Elda, i té dos nuclis de població: L'Alguenya i La Solana, on viuen uns 60 dels 1.372 habitants (dades de 2017). El 79,41% dels habitants saben parlar valencià segons cens de l'any 2001. El terme, de 18,4 km², es troba envoltat per la serra del Coto, la de l'Algaiat, la Serreta i Penya Grossa, i disposa de nombroses rutes senderistes. Té un clima mediterrani àrid i es troba a 610 metres del nivell del mar.

## Història
L'origen del poblament van ser les coves que estan fora del nucli urbà actual i que durant molts anys s'utilitzaren com a habitatge habitual. Avui en dia se'n conserven moltes com a segona residència. El nom ve de l'àrab An-Hinna, que fa referència a una planta utilitzada per a fer tints, abundant al terme. Malgrat tenir una parròquia independent, la seua història com a municipi independent és molt curta, ja que fins a 1826 fou llogaret de Monòver i fins a 1934, en què es va constituir l'ajuntament del Pinós.
El 1470 s'esmenta el lloc com a Canyada d'Alhenya en un document adreçat a Ferran el Catòlic. També apareix esmentada com a Alhenya en altres documents, com ara un plet entre els senyorius de Monòver i Novelda. En el segle xvi hi ha notícies de la presència de moriscs.
En l'any 1934 aconseguí la independència municipal a causa d'un considerable augment demogràfic experimentat al llarg de la segona meitat del segle xix i primeria del segle xx, amb una població de 1.953 alguenyers en l'any 1900. A partir de la dècada dels 50 s'inicia un escurçament de la població fins a l'any 2005, amb 1.501 habitants de fet.

## Demografia
L'Alguenya té 1.515 habitants (INE 2007).
| Població | 1.667 | 1.888 | 1.722 | 1.589 | 1.609 | 1.498 | 1.447 | 1.501 | 1.528 | 1.515 |

## Monuments i llocs d'interés

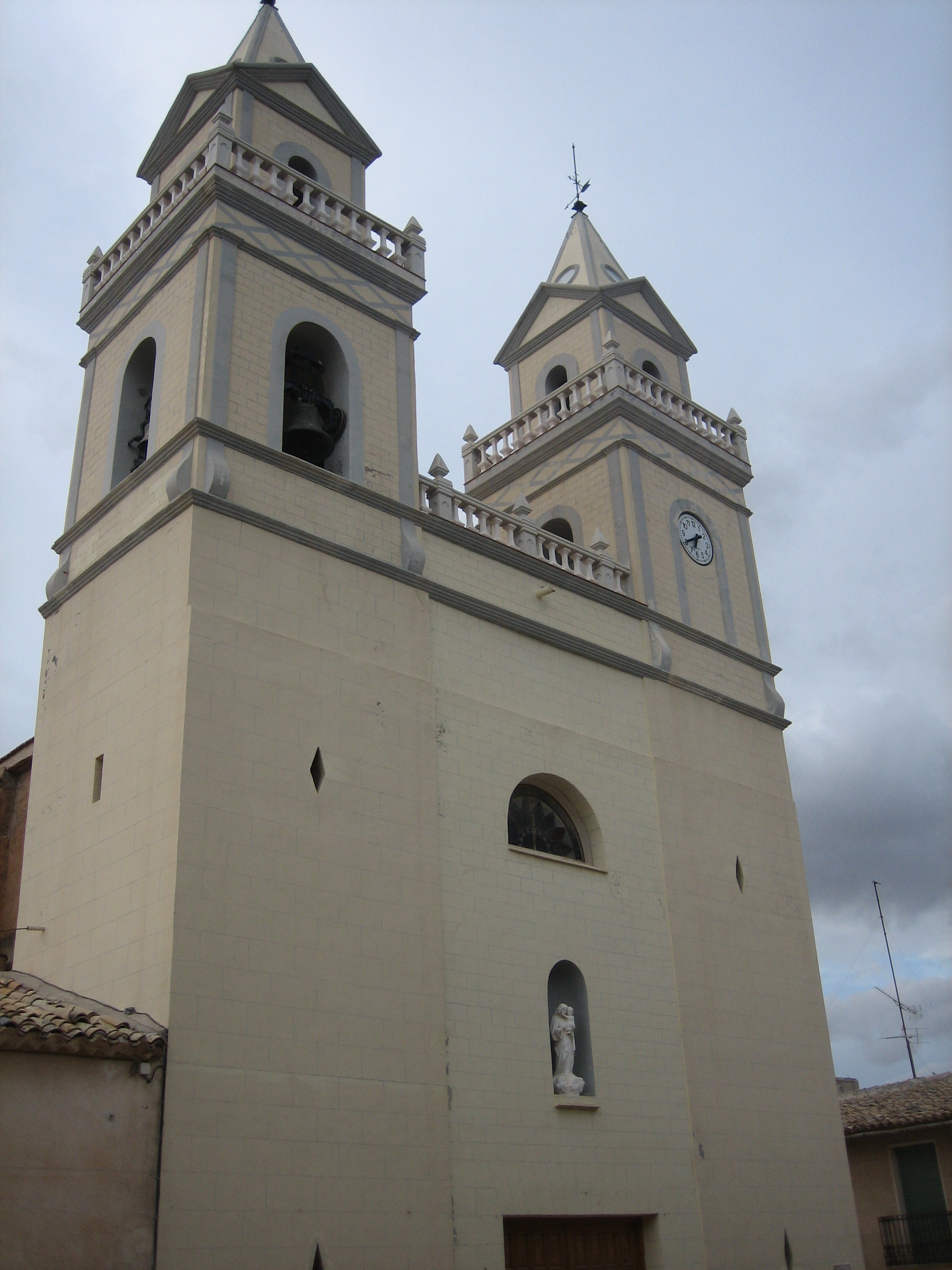
Església parroquial de Sant Josep

- Església parroquial de Sant Josep: el seu origen data de l'any 1828, quan el bisbe d'Oriola va decretar la creació d'una vicaria rural en esta localitat, dependent de la parròquia de Monòver. Té una gran nau central i una capella en un dels seus laterals. Caracteritzada principalment per les seues dues torres bessones, quadrades, una de les quals alberga un rellotge, i l'altra tres campanes.
- Coves: l'habitatge en coves es remunta als orígens del municipi. Situades -majoritàriament- en els afores del nucli urbà actual, van ser utilitzades durant molts anys, com a habitatges habituals -des de principis del segle XVIII-, fins que, gradualment, els seus propietaris van anar construint i adquirint cases en el nucli urbà, però conservant-les com a segones residències. Les seues propietats isotèrmiques abriguen del fred durant l'hivern, i de la calor durant l'època estival.

## Festes locals
- Festes patronals. Se celebren l'última setmana de juliol en honor dels sants patrons Abdó i Senent.
- Setmana Santa. Ha adquirit importància per la gran participació dels veïns en general, i en particular, de les confraries d'"El nostre Pare Jesús" i "La Dolorosa".

## Tradicions i turisme
És un poble típicament agrícola dedicat al conreu de la vinya, l'oli i l'ametla. S'hi elaboren, com a la resta de la comarca vins com ara el negre Tinto Doble Pasta, el rosat Lágrima Virgen, el Fondellol o la mistela. A més de la indústria de fabricació de licors, a l'Alguenya està en expansió l'elaboració de marbre.
L'artesania típica que s'hi ha conservat, la trobem en el treball de l'espart i la randa de boixets. L'únic monument ressenyable és l'església parroquial de Sant Josep, bastida el 1738 en estil romànic, amb dues torres bessones afegides el segle xix. S'hi conserva plenament la cuina típica de la zona: arròs amb conill i caragols, fasegures, gaspatxo de coca a la pala, borreta, putxero (olla), bons embotits artesanals, tot adobat amb els bons vins de què ja hem parlat.

## Política i govern

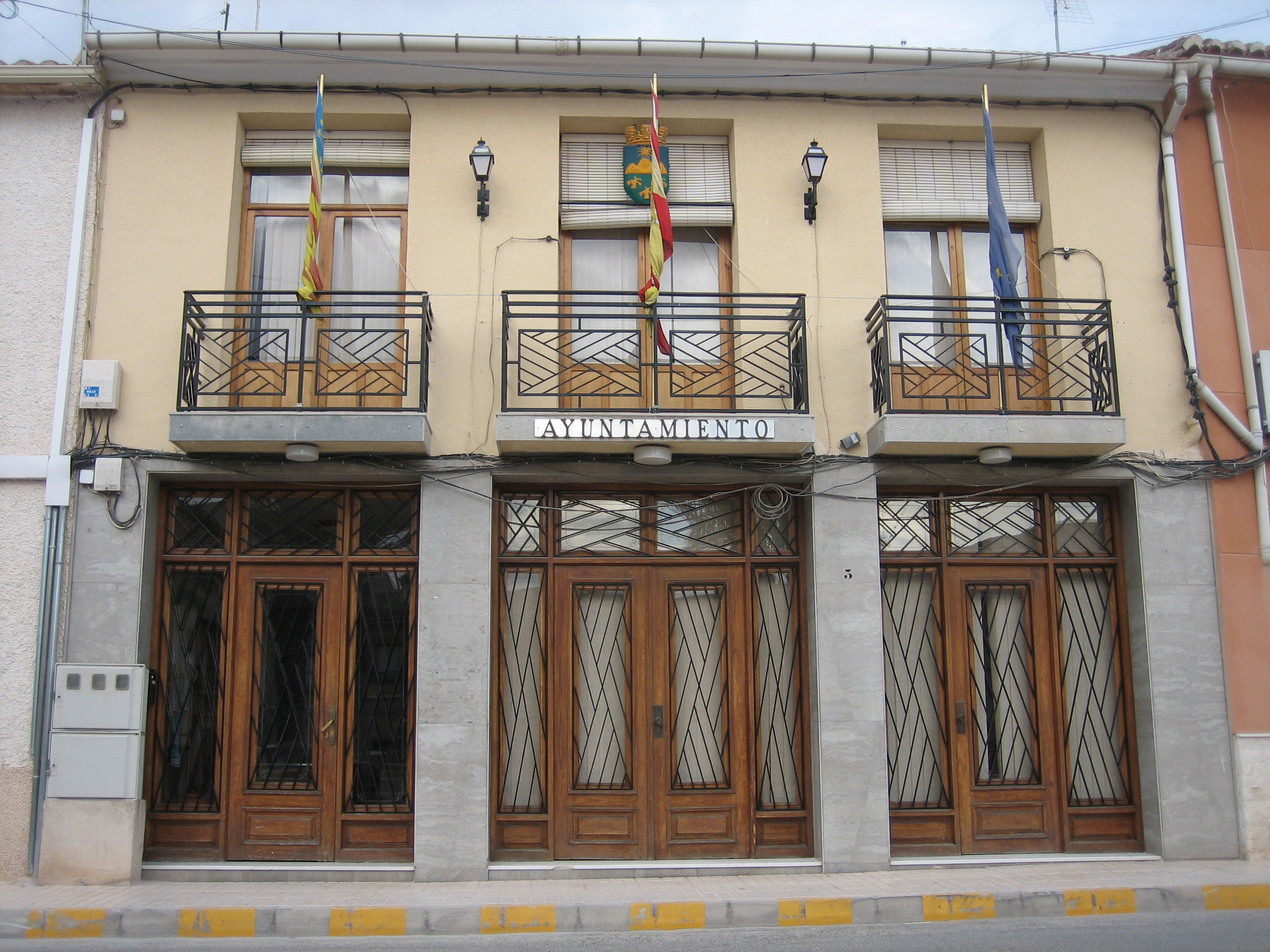
Ajuntament de L'Alguenya

### Alcaldia
Des de 2007 fins a 2023, l'alcaldessa de l'Alguenya fou María del Carmen Jover Pérez del Partit Popular (PP). En 2023 prengué possessió com a alcalde Sergio Ramírez Ruiz.
| Període                       | Alcalde o alcaldessa         | Partit polític | Data de possessió | Observacions |
| ----------------------------- | ---------------------------- | -------------- | ----------------- | ------------ |
| 1979–1983                     | Ramón Pérez Flores           | UCD            | 19/04/1979        | --           |
| 1983–1987                     | Erasmo Albert Escandell      | AP-PDP-UL-UV   | 28/05/1983        | --           |
| 1987–1991                     | Erasmo Albert Escandell      | AP             | 30/06/1987        | --           |
| 1991–1995                     | Ponciano Verdú Rico          | PSPV-PSOE      | 15/06/1991        | --           |
| 1995–1999                     | Esteve Escandell Pérez       | PSPV-PSOE      | 17/06/1995        | --           |
| 1999–2003                     | Esteve Escandell Pérez       | PSPV-PSOE      | 03/07/1999        | --           |
| 2003–2007                     | Esteve Escandell Pérez       | PSPV-PSOE      | 14/06/2003        | --           |
| 2007–2011                     | María del Carmen Jover Pérez | PP             | 16/06/2007        | --           |
| 2011–2015                     | María del Carmen Jover Pérez | PP             | 11/06/2011        | --           |
| 2015–2019                     | María del Carmen Jover Pérez | PP             | 13/06/2015        | --           |
| 2019-2023                     | María del Carmen Jover Pérez | PP             | 15/06/2019        | --           |
| Des de 2023                   | Sergio Ramírez Ruiz          | PSPV-PSOE      | 17/06/2023        | --           |
| Fonts: Generalitat Valenciana |                              |                |                   |              |

### Eleccions municipals de 2015
A les eleccions municipals de 24 de maig de 2015 el PPCV va obtenir 5 regidors i el PSPV 4 regidors. C's no va obtenir representació.
| Candidatura | Candidatura                               | Cap de llista                | Vots | Regidors | % vots |
| ----------- | ----------------------------------------- | ---------------------------- | ---- | -------- | ------ |
|             | Partit Popular de la Comunitat Valenciana | María del Carmen Jover Pérez | 467  | 5        | 47,22% |
|             | Partit Socialista del País Valencià       | Jorge Espinosa Navarro       | 458  | 4        | 46,31% |
|             | Ciutadans-Partit de la Ciutadania         | Pedro Cascales Soler         | 62   | -        | 6,27%  |
| Total       | Total                                     | 1005                         | 1005 | 9        | 88,24% |